# Spiropentan
Spiropentan, C
5H
8 – organiczny związek chemiczny z grupy cykloalkanów, będący najprostszym związkiem spiranowym. Zbudowany jest z dwóch grup etylenowych połączonych wspólnym czterorzędowym atomem węgla.